# Тхаба-Цека (район)
Тхаба-Цека (сесото Thaba-Tseka) — один из 10 районов Лесото. Занимает площадь 4 270 км². Население района составляет 129 881 человек (2006). Административным центром и единственным городом района является Тхаба-Цека.

## Географическое положение
Район Тхаба-Цека граничит на востоке с провинцией Квазулу-Натал (ЮАР), на северо-востоке с районом Мокотлонг, на севере с районом Лерибе, на северо-западе с районом Берья, на западе с районом Масеру, на юге с районами Мохалес-Хук и Цгачас-Нек.

## Административное деление
Район делится на 5 округов (вардов) и 13 местных советов.

### Округа
- Мацоньяне
- Машайи
- Семена
- Тхаба-Моэа
- Тхаба-Цека

### Местные советы
- Боб
- Лесобенг
- Махека
- Малеглоана
- Мацуана
- Могланапенг
- Моньетленг
- Мосетоа
- Мпе-Лебеком
- Схонгонг
- Сенотонг
- Тхаба-Читья
- Тхаба-Холо